# Aroldo Pereira
João Aroldo Pereira (Coração de Jesus, 06 de outubro de 1959) é poeta, ator, compositor, performer, agitador cultural e funcionário público. Reside em Montes Claros-MG desde 1961, é um dos fundadores do grupo de literatura e teatro Transa Poética, surgido em 1979, e coordena o festival de arte contemporânea Psiu Poético, criado em 1987. O Psiu ocorre anualmente em Montes Claros, do dia 04 (dia municipal da poesia) a 12 de outubro, com sede no Centro Cultural Hermes de Paula. Desde 2018, também ocorre em Belo Horizonte no mês de março.

## Biografia

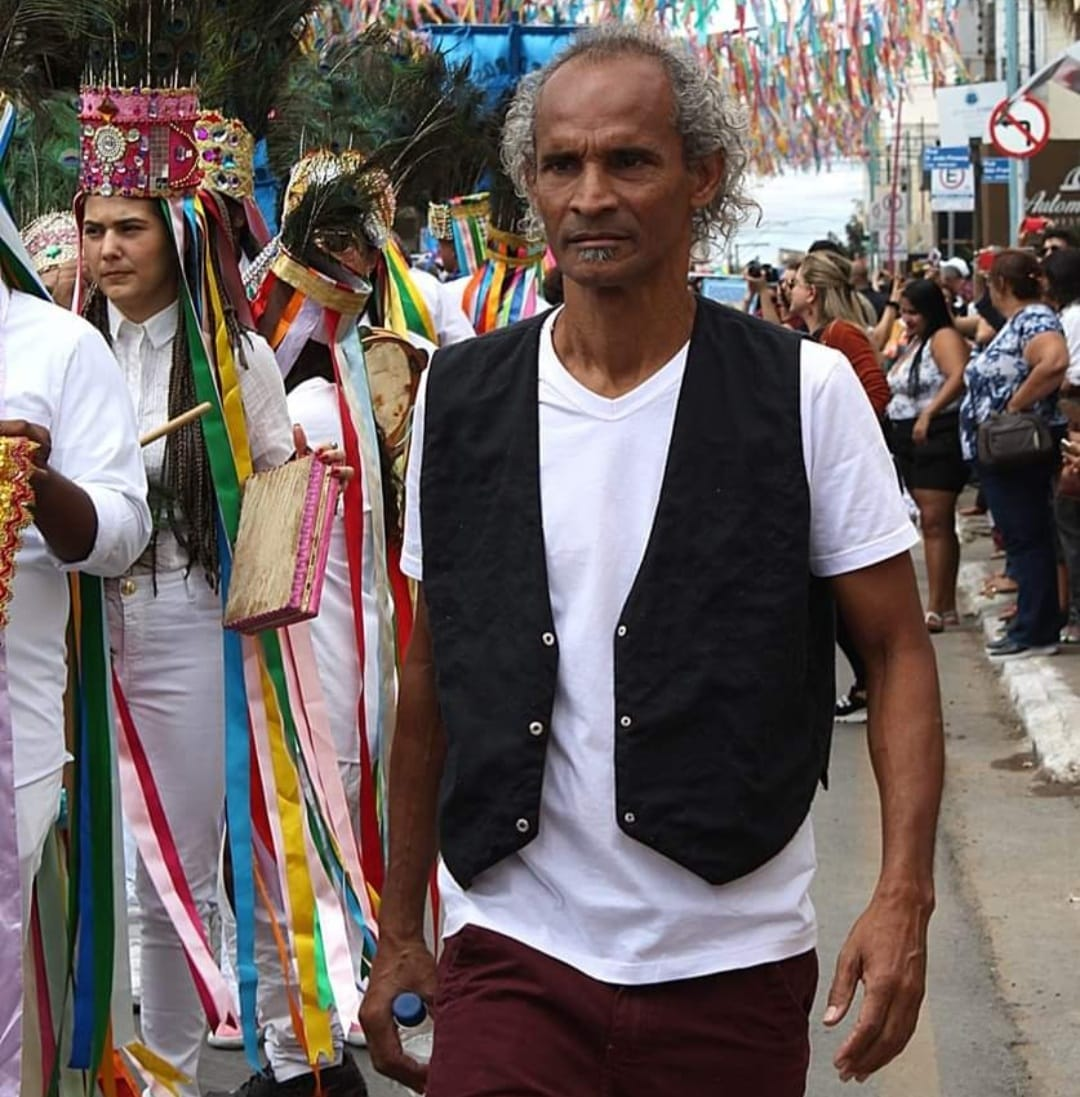
Poeta Aroldo Pereira (s/d)

Nascido em Coração de Jesus no ano de 1959, mudou-se com sua mãe Juscelina Pereira Neta (1930-2022) para Montes Claros em 1963 e vive nesta cidade desde então, onde é servidor público e agitador cultural, através principalmente do Psiu Poético. Em 1990 o nome do poeta ganhou verbete na Enciclopédia de Literatura Brasileira e é considerado um dos representantes da literatura afrodescendente no Brasil.
Em 2007, Aroldo ajudou a fundar e se tornou sócio efetivo do Instituto Histórico e Geográfico de Montes Claros. Em 2007, recebeu a medalha do Sesquicentenário de Montes Claros, onde também é cidadão honorário. Em 2010, sua obra Parangolivro foi selecionada para o vestibular da Universidade Estadual de Montes Claros, pela qual, em 2017, recebeu o título de Doutor Honoris Causa. Ainda em 2017, teve a canção Deprê gravada por Elcio Lucas no disco Vago Universo.
Aroldo é pai de seis filhas (os), Amora, Amanda, Renata, Samuel, Lucas e Maluh.

## Aroldo Pereira e a Geração Mimeógrafo
Situado no norte de Minas Gerais, Aroldo fez parte da Geração mimeógrafo, teve suas primeiras publicações nos anos 1980 através da chamada poesia marginal, ou seja, apelando para o mimeógrafo como forma de pôr em circulação suas produções.
Seu primeiro livro mimeografado, Canto de encantar serpente, foi lançado através de um recital em 1981, e foi barrado pela diretoria do Centro Cultural por considerar a obra um atentado à moral e aos bons costumes da família. Seguiu-se a este a publicação alternativa de Azul geral (1981), que não foi liberado para vendas na Feira de Artes de Montes Claros. Nos anos seguintes foram lançados Haikai quem quer (1984) e Amor inventado: doces pérolas púrpuras (1986), que mantiveram a tendência de publicação independente da geração mimeógrafo nos anos 1980, no final da ditadura civil-militar brasileira (1964-1985).

## Poesia de Aroldo Pereira
Na década de 1990, Aroldo Pereira publicou seu primeiro livro em formato convencional, Cinema bumerangue (1997), que foi acompanhado de textos assinados por Lêdo Ivo e Jorge Mautner. Em 2007 lançou Parangolivro e em 2023 lançou Parangolares.

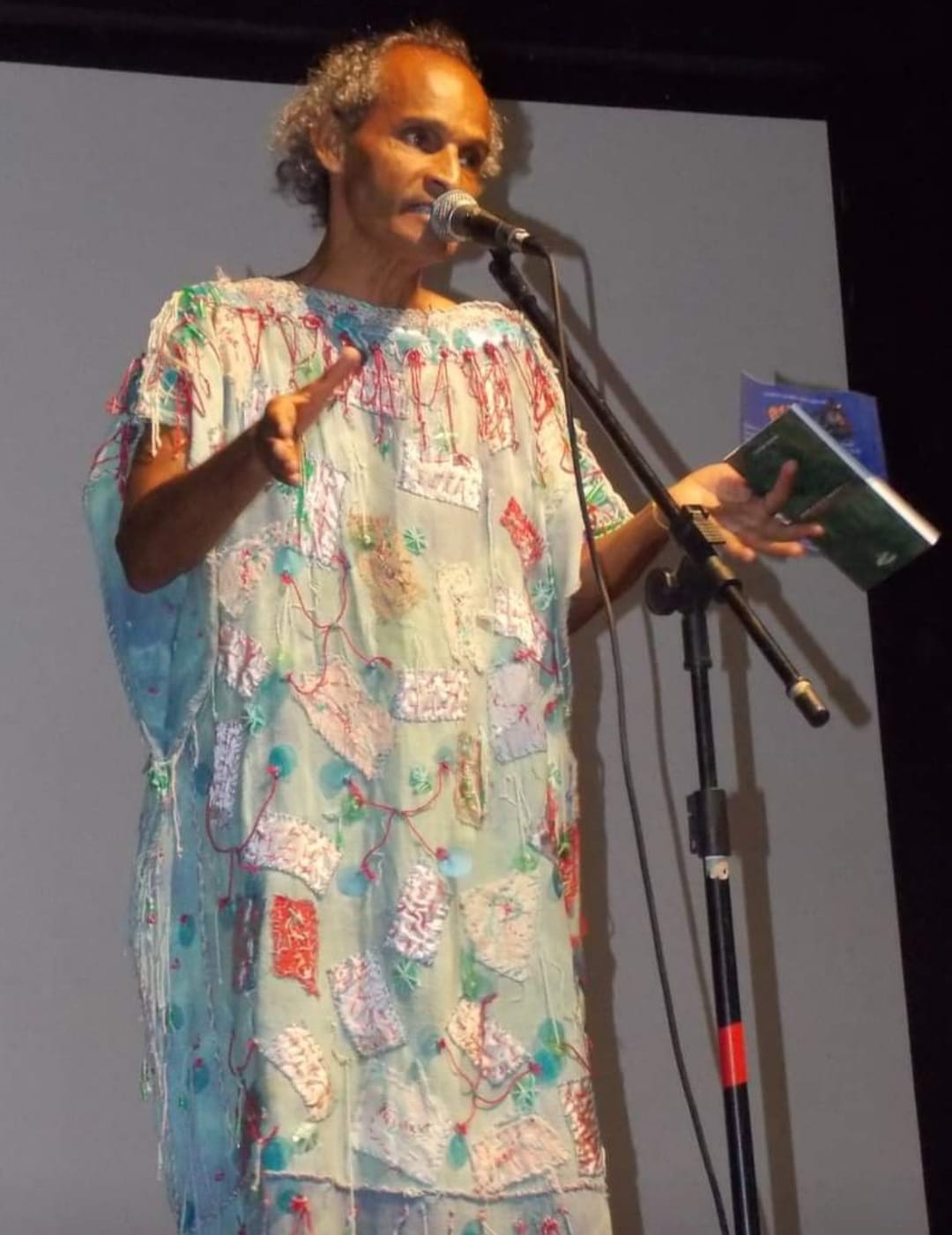
Aroldo Pereira no Psiu Poético (s/d)

Do primeiro ao último livro, a poesia de Aroldo apresenta caráter autobiográfico e narcísico, ao tempo que busca ser representativa de uma coletividade, ao apresentar denúncias às opressões e desigualdades sociais e raciais.
Do ponto de vista estético, seus escritos são marcados por versos livres, ausência de métrica e usos de neologismos. Seus poemas revelam constantemente o atrito do "eu versus mundo", típico de Carlos Drummond, que traduz as inquietações cotidianas/existenciais sem respeito à métrica. Sua marginalidade dialoga com Leminski, Chacal, Cacaso e Ana Cristina Cesar, que conformam a linguagem e o plano de fundo histórico de suas primeiras criações. O Tropicalismo também se faz presente nos seus versos, com destaque para os diálogos com Torquato Neto e Waly Salomão.
Outras correntes estéticas do século XX, como a Geração beat e o rock and roll, constituem a poética de Aroldo Pereira, tendente à coloquialidade, ao humor, ao erotismo, à crítica e ao experimento rítmico que envolvem a banalidade do cotidiano.
Ivana Ferrante Rebello descreve eixos temáticos da poesia de Aroldo a partir desses critérios, resumidos em 1) sentimento de inadequação ao mundo; 2) crítica social e 3) subversão estética. Esse conjunto estabelece a matriz da poesia aroldiana: o eu-lírico situado à margem cultural, social, econômica, política e geográfica. Busca afirmar a arte como ferramenta de interação e transformação, simbolizada no Parangolé, avessa à arte com finalidade em si mesma.

## Obras

#### Poesia
- Canto de encantar serpente. 1980.[20]
- Azul geral. 1981.[21]
- Hai Kai quem quer. 1984.[22]
- Amor inventado: doces pérolas púrpuras. 1986.[23]
- Cinema bumerangue. 1997.[24]
- Parangolivro. 2007.[25]
- Parangolares. 2023.[26]

#### Participação em antologias
- Antologia da moderna poesia brasileira. 1992.[27]
- Signopse - a poesia na virada do século. 1995.[28]
- Aroldo Pereira 5 poemas. 1998.[29]
- Vozes do Psiu Poético. 1999.[30]
- Cantária. 2000.[31]
- O melhor da poesia brasileira - Minas Gerais. 2002.[32]
- Trinta anos-luz: poetas celebram 30 anos de Psiu Poético. 2016.[33]